# Krużlowa Wyżna

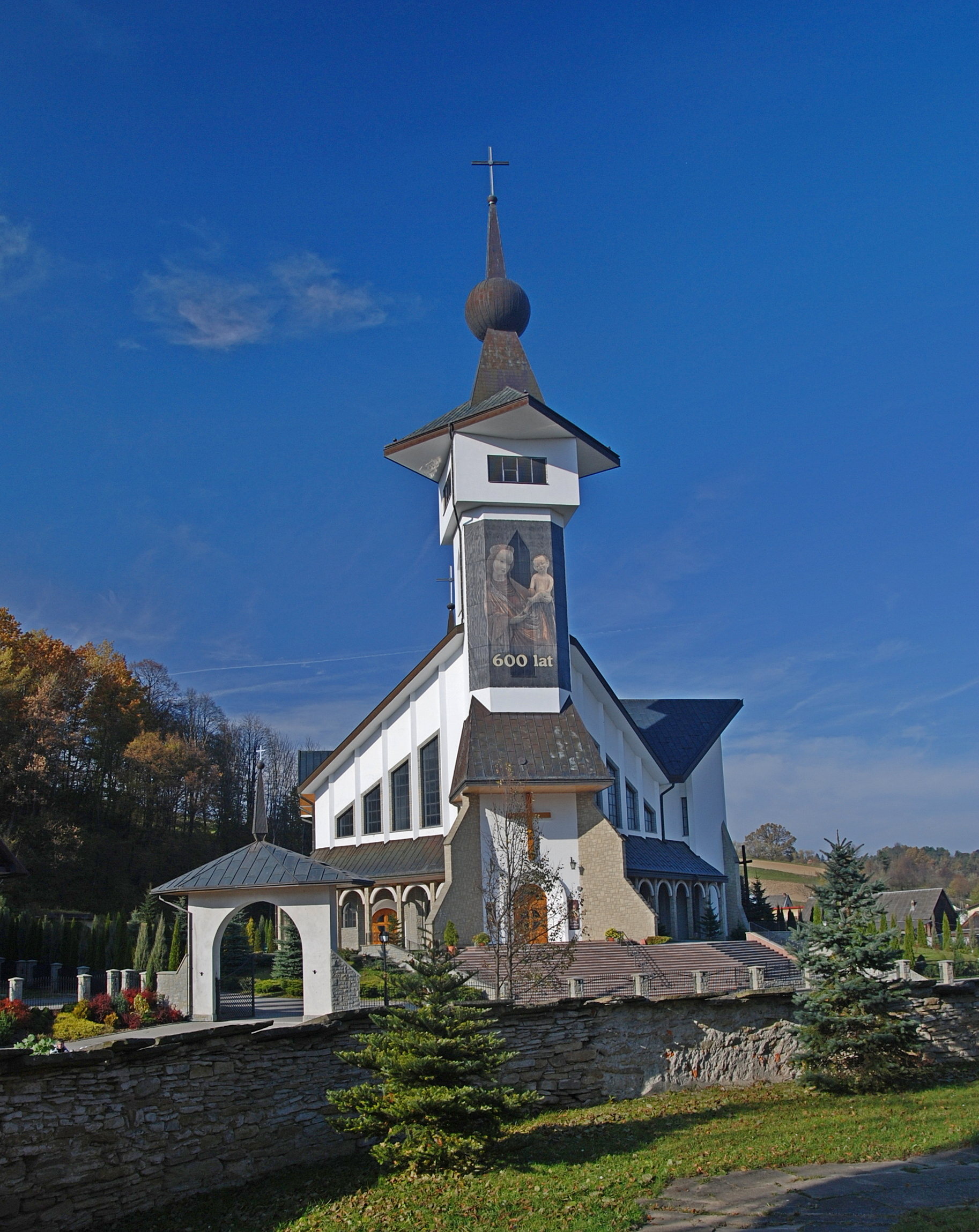
Nowy kościół parafialny

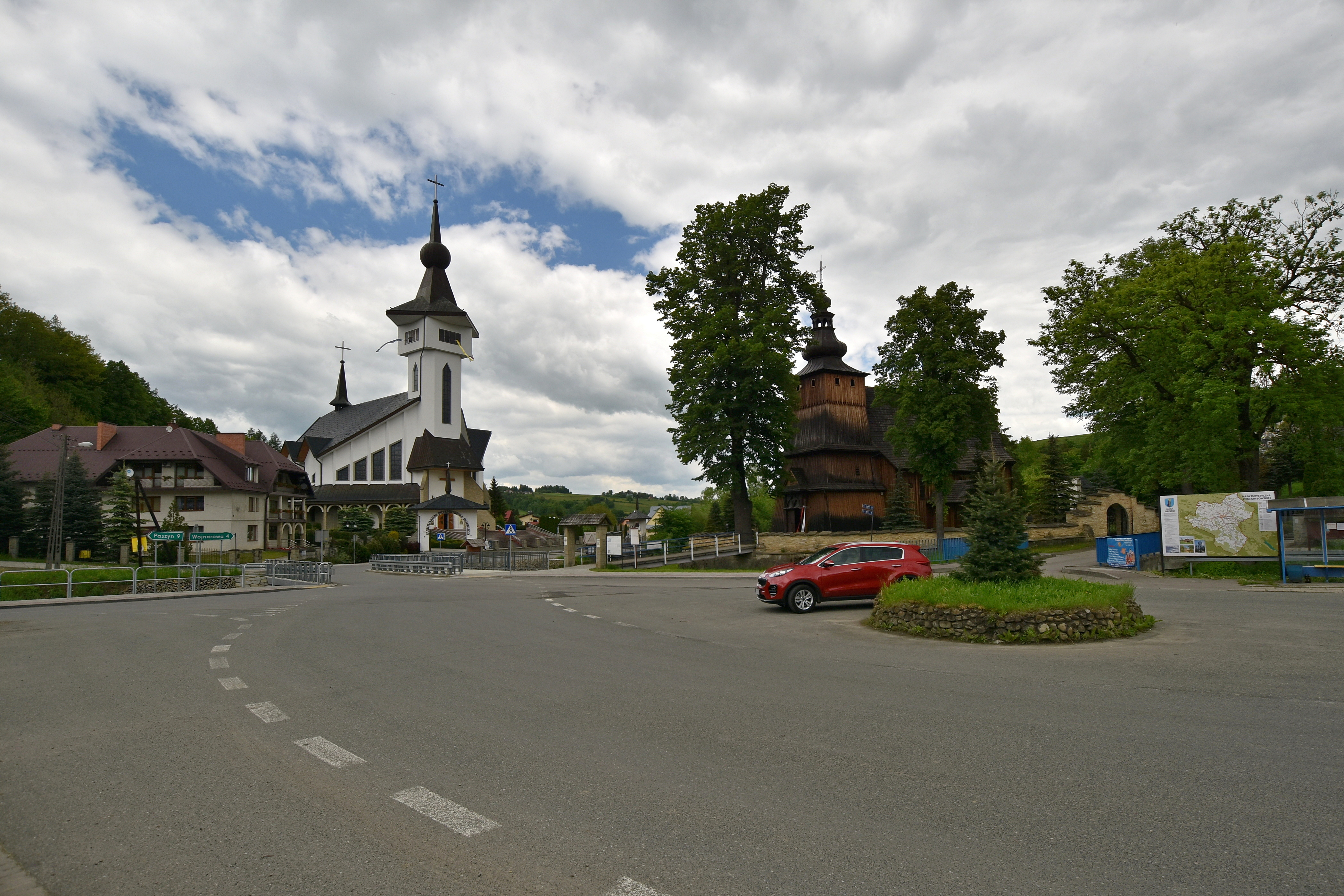
Centrum wsi

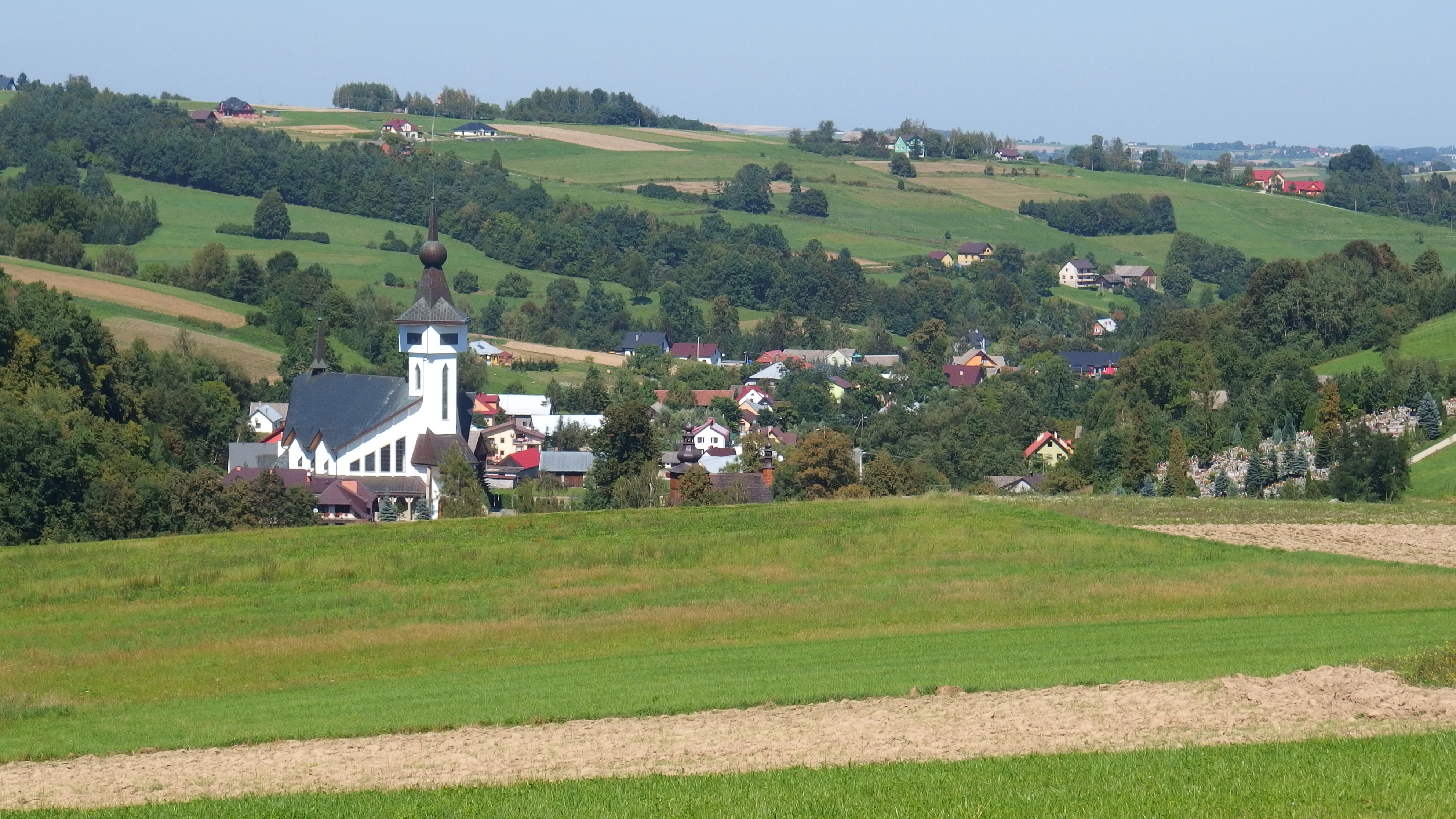

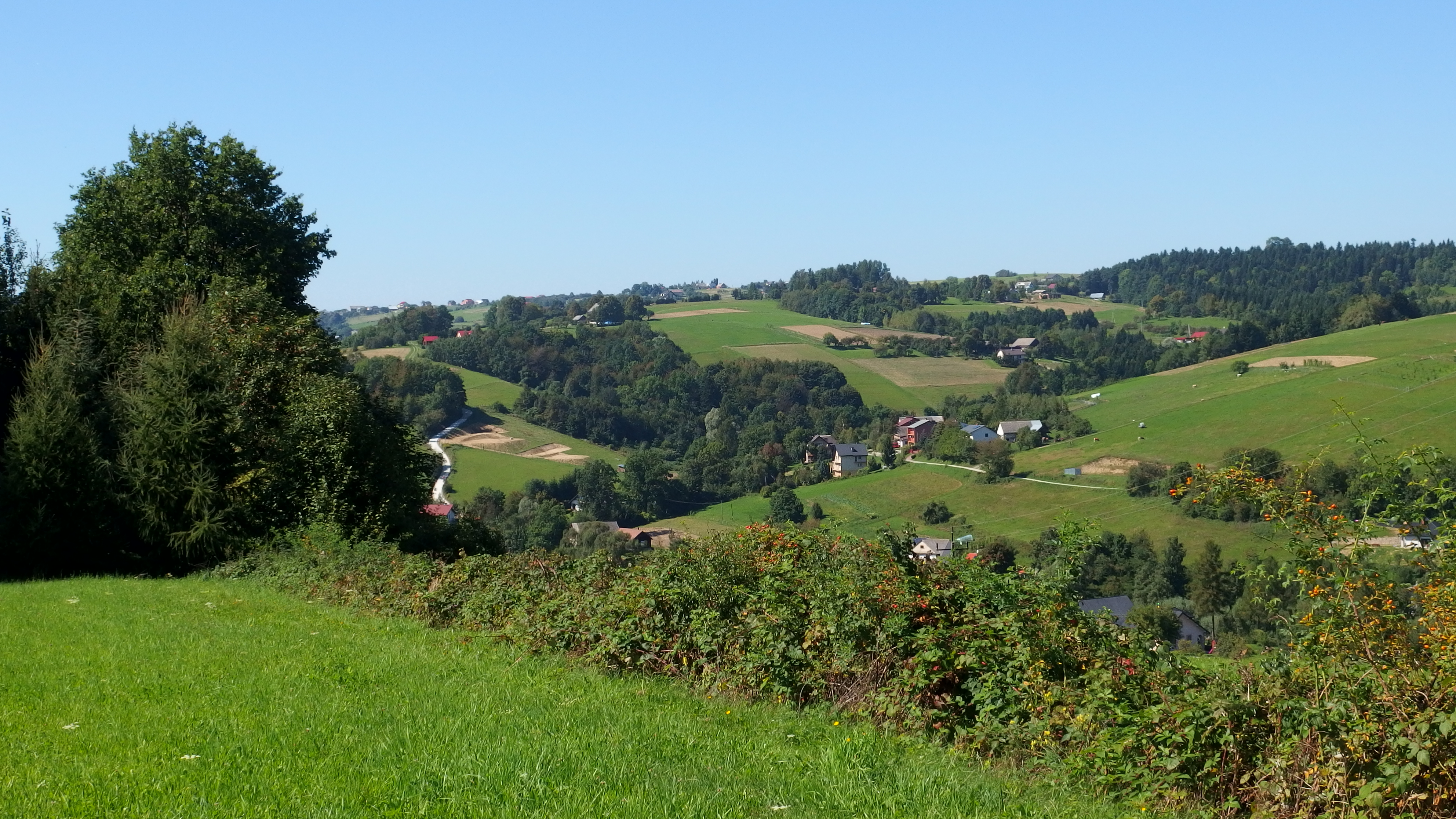

Krużlowa Wyżna – wieś w Polsce położona w województwie małopolskim, w powiecie nowosądeckim, w gminie Grybów.
| SIMC    | Nazwa           | Rodzaj    |
| ------- | --------------- | --------- |
| 0427968 | Dział           | część wsi |
| 0427974 | Karczemne Niżne | część wsi |
| 0427980 | Karczemne Wyżne | część wsi |
| 0427997 | Karczyska       | część wsi |
| 0428005 | Osików          | część wsi |
| 0428011 | Poddziale       | część wsi |
| 0428028 | Potoki          | część wsi |
| 0428034 | Równia          | część wsi |
| 0428040 | Widomia         | część wsi |

## Historia
W latach 1954–1957 wieś należała i była siedzibą władz gromady Krużlowa Wyżna. W latach 1975–1998 miejscowość administracyjnie należała do województwa nowosądeckiego.
Krużlowa to rolnicza miejscowość Małopolski, położona na pograniczu Beskidu Niskiego i Pogórza Rożnowsko-Ciężkowickiego. Rozciąga się u stóp góry Rosochatka często odwiedzanej przez miejscową ludność i turystów wędrujących niebieskim szlakiem z Nowego Sącza do Krynicy-Zdroju.
Podłużną, ciągnącą się z zachodu na wschód kotlinę, przecina koryto potoku nazywanego Krużlówką. W centrum tej kotliny znajdują się kościoły zabytkowy pochodzący z XVI w. i nowy wybudowany z inicjatywy ks. Kazimierza Stępnia który był konsekrowany w 2003 r.
Chociaż Krużlowa to w zasadzie jedna miejscowość, podzielona jest na Krużlową Wyżną i Krużlową Niżną. Na terenie wsi działa szkoła podstawowa oraz gimnazjum, ośrodek zdrowia, wiejska biblioteka publiczna, dwa wiejskie domy kultury, dwie ochotnicze straże pożarne.
Nazwy wsi i niektórych przysiółków będących dawniej wsiami ulegały w ciągu wieków różnym zmianom i przekształceniom. Okoliczność ta nastręcza badaczom duże trudności i bywa przyczyną pomyłek. Przykładem takiej sytuacji, gdzie trudno było zlokalizować miejscowość odpowiadającą nazwie zamieszczonej w dokumentach, jest Krużlowa. W Spisie Świętopietrza z 1335 r. w dekanacie sądeckim występuje wieś Smidlno, której nie można było zidentyfikować z żadną znaną miejscowością. Po odnalezieniu pewnych dokumentów okazało się jednak, że Smylno to po prostu drugie miano wsi Krużlowa koło Grybowa. Potem jeszcze wielokrotnie nazwa ulegała zmianom. Oto kilka przykładów: 1370 – Cruzlova seu Nova Szmyldno, 1379 – Kruslova, 1412 – Kroslowa, 1440 – Kruszlyowa, 1451 – de Cruszlewo, 1509 – Kroszlowa, 1518 – Kruchlowa.
Od XIV wieku Krużlowa była własnością zamożnej rycerskiej rodziny Pieniążków herbu Odrowąż. W 1470 r. jako właściciele wsi figurują bracia Jakub i Andrzej Prokopowie, natomiast w 1518 r. Agnieszka Pieniążkówna. Parafia w Krużlowej powstała w XIV wieku. Pierwsza wzmianka o kościele pw. Narodzenia Najświętszej Maryi Panny pochodzi z 1520 r. Nie wiadomo, co właściwie oznacza termin „krużlowa”. Słownik Samuela Bogumiła Lindego wyjaśnia hasło „krużlik, kruże” jako dzban, czasza z uchem.
Nazwy pod jakimi występowała wcześniej Krużlowa mają niemieckie brzmienie, co może sugerować ich pochodzenie ze średniowiecznej niemczyzny, gdzie krause, krug oznaczają dzban, dzbanek, kufel. Istnieje przypuszczenie, że od tych słów wywodzą się używane w XV i XVI wieku wyrazy kruglik, króglik. Można postawić hipotezę, że miejscowość zawdzięcza swą nazwę położeniu i ukształtowaniu terenu, gdyż istotnie leży w kotlinie, co może się kojarzyć z wnętrzem naczynia. Na temat pochodzenia nazwy Krużlowa znana jest następująca legenda. Kiedy na tych terenach jeszcze nikt nie mieszkał, przejeżdżali tędy dwaj wędrowcy. Zachwycili się pięknem krajobrazu i postanowili chwilę odpocząć. Tak rozmawiali: „Ileż tu kamieni (krusz)”; „Jaka piękna ziemia (lawa)”. Według tej legendy „krużlowa” znaczy kamień i ziemia.
W odróżnieniu od sąsiednich miejscowości była to wieś rycerska. Miejscowa ludność obok rolnictwa trudniła się tkactwem i sukiennictwem. W XVI i XVII wieku wytwarzano tu również saletrę i proch strzelniczy. W okresie rzezi galicyjskiej 1846 r. miały tu miejsce napady na dwory, w którym uczestniczyli również chłopi okolicznych wsi. Wzięli też miejscowi chłopi udział w marszu na Grybów w 1863 r. Od początku XX wieku istniał ruch ludowy. Stąd w czasie okupacji obok drużyny AK istniała tu placówka BCh. Po wojnie wieś znacznie się rozbudowała.

## Zabytki
Obiekt wpisany do rejestru zabytków nieruchomych województwa małopolskiego.
- Kościół parafialny pw. Narodzenia NP. Marii.

## Madonna z Krużlowej
Kościół w Krużlowej posiadał gotycką rzeźbę – Madonnę Krużlowską. Od kilku dziesięcioleci jest ona własnością Muzeum Narodowego w Krakowie, jednakże w kościele krużlowskim znajdowała się do 2000 r. jej wierna kopia, wykonana w 1963 r. przez rzeźbiarza Mieczysława Stobierskiego. Rzeźba ta przedstawia Matkę Bożą w postawie stojącej, z nagim Dzieciątkiem na ręku. Charakterystyczną cechą tego ujęcia i stylu tzw. międzynarodowego jest silny kontrapost, dzięki czemu postać zbliża się w swej kompozycji do kształtu litery „S”. Charakterystyczna też jest mała głowa Madonny, o wypukłym czole i długiej szyi, ozdobiona diademem. Maryja wspiera się na lewej nodze wysuwając prawe kolano do przodu, a cały jej korpus okrywają draperie złoconego płaszcza. Występują w tej draperii charakterystyczne dla tego stylu głębokie łyżkowate fałdy płaszcza z przodu postaci, od tzw. czeskiego kolana, oraz kaskady rurkowej draperii po bokach kompozycji. Dziecko siedzące na lewej ręce Maryi trzyma w ręce kulisty owoc.
Dzieło to datowane jest na początek XV wieku. Madonna z Krużlowej powstała prawdopodobnie w Krakowie i została zamówiona dla wiejskiego kościoła w Krużlowej, być może jako wspomniana już figura kultowa mającego tu swoją siedzibę bractwa kapłanów. Na głowach znajdowały się niegdyś korony; pozostał z niej tylko diadem z malowanymi perłami; sterczyny koron zostały odcięte. Rzeźba ta mogła też znajdować się w gotyckim tryptyku o czym świadczy wizytacja biskupa Tylickiego z 1607 r. „Unum maius,... Tituli Nativitatis B. M. Virginis,... Structuram habet non inelegantem,... In medio autem est imago B. V. M. sculpta12. O jej obecności w kościele świadczy także wizytacja z 1766 r., która mówi również o koronach. W 1889 r. rysował ją Stanisław Wyspiański, który uczestniczył z innymi studentami w Wycieczce naukowej Łuszczkiewicza. Przeniesiono ją potem do kruchty, a następnie na strych. Do czerwca 1889 r. znajdowała się w kościele. Potem przeprowadzano tam gruntowne prace i podczas ich trwania została przejęta do Muzeum Narodowego w Krakowie.

## Veraicon – Przemienienie Pańskie
W ołtarzu głównym umieszczony jest łaskami słynący obraz Przemienienia Pańskiego w typie Veraicon. Namalowany został na desce o kształcie prostokąta, mającej wymiary 82 × 68 cm.
Zgodnie z typem ikonograficznym, mamy na tym obrazie samo tylko Oblicze Chrystusa, otoczone w górnej części złotą, płaską aureolą. Obfite, z przedziałkiem pośrodku, czarne włosy opadają dużymi puklami po bokach twarzy, a w pośrodku nich rysuje się czarna, spiczasta broda z wąsami. Plastyczny modelunek, z zarysowanymi mocno łukami brwiowymi, spokojne, głębokie spojrzenie oraz światłocień w okolicach brwi i nosa każe widzieć w tym obrazie dzieło renesansu. Całości dopełnia zielone tło oraz majuskułowy napis, o renesansowym kroju liter u dołu na całej szerokości obrazu: SALVE SANCTA FACIES NOSTRI REDEMPTORIS.
Przed konserwacją, którą przeprowadził w latach międzywojennych J. E. Dutkiewicz, głowę Chrystusa otaczała barokowa korona wykonana ze srebrnej blachy, złożona z prostych i falistych promieni, przytwierdzonych do deski obrazu szeregiem gwoździ koloru blachy. Odsłonięto wtedy nimbus i odkryto dolną część prawego ucha Chrystusa.
Jaka właściwie była historia obrazu i skąd się wziął w Krużlowej, nie wiadomo. Najstarsze dokumenty – wizytacje zawierające spisy rzeczy znajdujących się w kościele nie mówią wprost o obrazie Przemienienia. Dopiero akta wizytacji z 1728 r. mówią bezpośrednio o ołtarzu Przemienienia Pańskiego, ale jeszcze w 1766 r. ołtarz ten wymieniany jest jako boczny: („4-tum altare Transfigurationis Domini, coloribus depictum”).
Nie wiadomo kiedy znalazł się w ołtarzu głównym. Stało się to oczywiście po 1766 r. i zapewne jeszcze w czasach przedrozbiorowych, ponieważ tzw. józefinizm austriacki nie sprzyjał powstawaniu i rozwojowi sanktuariów.
Tego rodzaju Veraicon określany bywa również jako „Edessenum”. Chodzi o przedstawienie Chrystusa wedle domniemanego portretu, który miał otrzymać król Edessy Abgar na polecenie samego Chrystusa. Rozpowszechnił się on w całym chrześcijańskim świecie, kiedy ów Abgarowy portret Chrystusa, zwany też Mandylionem, został przeniesiony z Edessy do Konstantynopola w 944 r. Jego liczne kopie znalazły się na Półwyspie Bałkańskim oraz w Rosji. Mandylion bizantyjski oddziałał również na Polskę, szczególnie na jej wschodnie tereny. Veraicony Polskie łączą w sobie cechy malarstwa bizantyjskiego z malarstwem zachodniej Europy.
W ziemi sądeckiej i limanowskiej, w południowo-wschodniej części Polski, związany jest z Mandylionem właśnie kult Przemienienia Pańskiego. Powstaje pytanie dlaczego połączono kult obrazu edeskiego z Przemienieniem Pańskim na tym terenie? Możliwe, że jest to związane z teologią, jaką prezentuje sam fakt Przemienienia, relacjonowanego przez synoptyków oraz tym, że jest to jedyne miejsce w Piśmie Świętym, gdzie opisany jest wygląd twarzy Chrystusa. Możliwe jest także, że obrządek łaciński tego regionu przejął ów kult od prawosławnych i greckokatolickich Wołochów, których osadzali od XVI wieku, w swoich posiadłościach tzw. Klucza Muszyńskiego, biskupi krakowscy.
Na Sądecczyźnie są znane dwa takie otaczane kultem wizerunki. Są to obrazy w Nowym Sączu i w Krużlowej. Obraz Przemienienia Pańskiego czczony jest również w Dobrej koło Tymbarku.
Kolorystyka tych obrazów w powiązaniu z teologią Przemienienia suponuje, że paleta barw jest zaczerpnięta z symboliki, którą charakteryzuje się sztuka malarska staroruskich ikon. Znaczenie bowiem kolorów, jakie nadaje im symbolika barw ikony staroruskiej, zgadza się z myślą teologiczną dotyczącą chwały i Boskiego majestatu Chrystusa. Kolory: niebieski, ciemnoniebieski czy też niebieski przechodzący w zieleń są naturalnym, rzeczywistym znakiem nieba, a na ikonach staroruskich symbolizuje niebo pozaziemskie. Kolory tęczy, a między i innymi pomarańczowy, również jak poprzedni assis, wskazuje na ikonie staroruskiej Boga, gdyż tylko On może być Źródłem wszelkiego światła. Nie doszukamy się assisu, czy i innych kolorów tęczy nigdzie tam, gdzie mamy do czynienia z obrazami ziemskiego życia Zbawiciela, kiedy malarz chce podkreślić Jego ziemską naturę, kiedy bóstwo jest w Nim ukryte pod postacią „niewolnika”. Pojawiają się natomiast na obliczu Chrystusa, kiedy tylko artysta dostrzega Jego niebieską chwałę, albo chce nam dać odczuć Jego przyszły tryumf.
Zdzisław Kliś podsumowując pracę na temat Edesseum w ziemi sądeckiej i limanowskiej stwierdza, że obrazy Przemienienia Pańskiego w kościele św. Małgorzaty w Nowym Sączu i z kościoła w Krużlowej pochodzą być może nawet z I poł. XVI wieku. Obrazy prawdopodobnie nie zostały tutaj przywiezione, ale mają związek z tak zwaną ikoną karpacką, która jest wynikiem kształtowania się określonego typu malarstwa w tym regionie Polski. Wskazuje na to rodzaj drewna, jakiego używano do wykonywania podobrazia w tych ikonach oraz sposób jego wykonania.

## Ochotnicza Straż Pożarna
Ochotnicza Straż Pożarna w Krużlowej Wyżnej została założona w 1947 roku. Jest jednostką włączoną do Krajowego Systemu Ratowniczo-Gaśniczego od dnia 28 marca 2001 i posiada dwa samochody bojowe MAN 13.290 oraz Ford Transit 140T350.

## Znane osoby związane z Krużlową Wyżyną
- Andrzej Pieniążek z Krużlowej i Sobniowa, zwany Krużlowskim, herbu Odrowąż (zm. 1486) – cześnik krakowski, rzecznik interesów kupców jasielskich.
- Andrzej Chronowski – były senator i minister skarbu.